# MaK G 320 B
| MaK G 320 B           | MaK G 320 B   | MaK G 320 B   | MaK G 320 B   |
| --------------------- | ------------- | ------------- | ------------- |
| MaK G 320 B           |               |               |               |
| Werksnummer           | 220079ff      | 220090ff      | 220099ff      |
| Anzahl                | 5             | 6             | 6             |
| Hersteller            | MaK           | MaK           | MaK           |
| Baujahr               | 1965–1966     | 1967–1971     | 1974          |
| Bauart                | B-dh          | B-dh          | B-dh          |
| Spurweite:            | 1435 mm       | 1435 mm       | 1435 mm       |
| Länge über Puffer:    | 8.340 mm      | 8.450 mm      | 7.240 mm      |
| Höhe                  | ?             | 4.100 mm      | 4.220 mm      |
| Breite                | ?             | 3.000 mm      | 3.100 mm      |
| Gesamtradstand        | ?             | 3.360 mm      | 3.100 mm      |
| Raddurchmesser        | 950-1.000 mm  | 950-1.000 mm  | 1.000 mm      |
| Kl. bef. Halbmesser   | 40 m          | 40 m          | 40 m          |
| Dienstmasse           | 36–40 t       | 36–40 t       | 40 t          |
| Reibungsmasse         | 36–40 t       | 36–40 t       | 40 t          |
| Radsatzfahrmasse      | 18–20 t       | 18–20 t       | 20 t          |
| Höchstgeschwindigkeit | 40 km/h       | 33/60 km/h    | 33 km/h       |
| Kraftstoffvorrat      | ?             | 1.300 l       | ?             |
| Motorentyp            | MB 846 Ab     | MB 846 Ab     | F 12 L 413    |
| Motorlieferer         | Mercedes-Benz | Mercedes-Benz | KHD           |
| Motorleistung         | 252 kW        | 259 kW        | 204 kW        |
| Drehtzahl             | 1.600/min     | 1.600/min     | 2.400/min     |
| Leistungsübertragung  | hydraulisch   | hydraulisch   | hydraulisch   |
| Getriebebauart        | Hurth PA 348  | Voith L 320 U | Voith L 2r4 U |

Die MaK G 320 B ist eine zweiachsige dieselhydraulische Lokomotive des Herstellers Maschinenbau Kiel (MaK) für Werkbahnen. Sie kann als eine Weiterentwicklung der MaK 240 B angesehen werden und ist die kleinste der vom Hersteller mit Gelenkwelle hergestellten Lokomotiven. Sie sind nur auf Werkbahngleisen zugelassen, lediglich eine Lokomotive, die mit Fabriknummer 220090 aus dem Jahr 1967, besitzt im deutschen Fahrzeugeinstellungsregister eine Nummerierung (98 80 0265).

## Entwicklung
Als Weiterentwicklung der MaK 240 B entstand diese Lokomotive ab 1965 bei MaK in Kiel. Gegenüber dem Vorgänger wurde die neue Lokomotive als zweiachsige Lokomotive mit Gelenkwellenantrieb und in der ersten Serie mit einem Getriebe von Hurth entworfen. Kurz nach Inbetriebnahme zeigten sich die ersten Störungen, die besonders das Getriebe betrafen.
Daraufhin wurde die Konstruktion überarbeitet. Die ab 1967 gelieferten Lokomotiven besaßen dann ein Getriebe von Voith. Von dieser überarbeiteten Variante wurden insgesamt sechs Maschinen geliefert. Einige der Lokomotiven wurden an Betriebe der Stahlindustrie in Luxemburg oder als Ersatz für Lokomotiven aus der 1. Lieferserie geliefert.
1974 erfolgte nach nochmaliger Überarbeitung eine letzte Serie, die speziell für das Werk der Krupp-Stahl-AG in Bochum zugeschnitten war. Diese Firma war auch der einzige Kunde. Der Unterschied gegenüber den vorher gelieferten Maschinen war die schwächere Motorisierung mit einem Motor von KHD und die Verwendung eines Strömungswendegetriebes.
Diese Lokomotive ist der kleinste Vertreter der zweiten Generation von MaK- bzw. Vossloh-Loks. Durch das Bezeichnungsschema wurden die Kraftübertragungsart, das Leistungsprogramm (in etwa die Motorleistung) und die Achsfolge zum Ausdruck gebracht.

## Technik
Die Konstruktion der Baureihe ist für den Bedarf des leichten Strecken-, Übergabe- und Rangierdienstes ausgelegt worden. Sie sind ebenso wie ihre Vorgänger auf einen mit Walzprofilen verschweißten Rahmen aufgebaut. Sie besitzen einen längeren Vorbau für die Maschinenanlage und einen kürzeren Vorbau für diverse Hilfsbetriebe. Dazwischen befindet sich der Führerstand.
Als Antriebsmotor wurde für die ersten beiden Lieferserien ein Motor von Mercedes-Benz mit 252 bzw. 259 kW Leistung, für die letzte Serie ein Dieselmotor von KHD mit lediglich 204 kW verwendet. Das Getriebe der ersten Lieferserie wurde von Hurth geliefert und bewährte sich nicht. In der zweiten Lieferserie wurde ein Getriebe von Voith mit einem Rangiergang für 33 km/h und einem Streckengang für 60 km/h verwendet, in der dritten Lieferserie wurde ein Getriebe von Voith mit lediglich einem Gang für 33 km/h Höchstgeschwindigkeit eingebaut.

## Einsatz
Die Lokomotiven wurden für den leichten Rangierdienst an Eisenbahngesellschaften wie die Jülicher Kreisbahn oder die Siegkreis-Eisenbahn und an Stahlwerke wie die Krupp-Stahl-AG verkauft. Die Lokomotiven der 2. Serie wurden allesamt an Stahlwerke nach Luxemburg verkauft. Die Lokomotiven der 3. Serie erhielten Werke der Krupp-Stahl-AG. Einige Lokomotiven wurden bereits in den 1980er Jahren verschrottet, andere ins Ausland verkauft. Zwei Lokomotiven sind erhalten: mit der Werksnummer 220090 bei der Waggonfabrik Talbot in Aachen und die Werksnummer 220083 bei der Museumsbahn von HAW Linings GmbH.